# Martinus Johannis
Martinus Johannis, död 15 januari 1603  i Stockholm, var en svensk präst som blev föremål för två uppmärksammade häxprocesser. 

## Biografi
Martinus Johannis ska ursprungligen ha hetat Mårten Hansson. Han kom från Näs socken i Uppland och var son till Hans Larsson och Ingrid Gerleffdotter. 
Han fick 1571 barn med Anna Jönsdotter medan denna fortfarande var trolovad med Didrik vantmakare, något som han blev stämd för fem år senare. Johannis infann sig dock inte vid den andra rättegångsdagen. Det beslutades därför att "herr Mårten skall tas i fängsligt förvar när han påträffas". 
Han var sedan kaplan i Stockholm Storkyrka från 1581 till 1585. Han tvingades avgå från sin tjänst på grund av sedeslöshet. Han stämde 1587 Anna Jönsdotter för äktenskapsbrott. Hon begärde därefter skilsmässa. Ärendet hänsköts till ärkebiskopen som troligen medgav detta. I början av 1590-talet tycks han ha fråntagits sitt prästämbete. Johannis återfick det dock några år därefter. De följande åren uppges han ha rest omkring med Margareta Nilsdotter, som blev hans andra maka. 

### Första häxprocessen
I mars 1600 blev han ställd inför rätta i Stockholm för våldtäkt och misshandel av en minderårig tjänsteflicka. Vid undersökningen "blevo några trolldoms skrifter uppläsne, vilka voro mäkta förskräklige och farlige, icke en utan otalige månge, som togs i hans gömmor hemma i hans hus". 
Häxeri lades då till åtalspunkterna och även stämpling samt urkundsförfalskning som blev de prioriterade i åtalet. Han dömdes till förvisning från staden på livstid. Han miste också för andra gången sitt prästämbete. Samma höst befann han sig återigen i Stockholm.

### Andra häxprocessen
Han häktades den 1 november 1602 i samband med Häxprocessen i Vassunda, där ett antal personer hade åtalats för häxeri på grund av sitt medlemskap i en väckelserörelse, som bedömdes som både häxeri och katolsk agitation. En av de åtalade i denna process, Blasius Brita, hade angett honom som varit en ledare för väckelserörelsen och hävdat att han hade instruerat kvinnorna. Han greps och utsattes för tortyr. Johannis dömdes skyldig och avrättades på Stortorget i Stockholm 15 januari 1603 på order av kungen själv. 

### Kontext
Det fanns en del liknande fall. 1603 förvisades en djäkne från Vadstena från landskapet för att ha varit verksam som astrolog och läst ramsor, och det tillades, att om han återvände till landskapet, skulle han hängas. 1605 anklagades före detta prästen i Saleby, Anders Olsson, i Skara för att ha bedrivit exorcism, förbannelser, "eftergörningar" och "signelser" och överlämnades till domkapitlet för kyrklig bestraffning.
Martinus Johannis var svärfar till Johan Bure, som 1591 gifte sig med hans dotter Margareta Mårtensdotter.